# هيلموت شفارتز
هيلموت شفارتز (بالألمانية: Helmut Schwarz)‏ هو أستاذ جامعي وكيميائي ألماني، ولد في 6 أغسطس 1943 في Nickenich ‏ في ألمانيا.